# 虢攻戎之战
虢攻戎之战公元前660年（周惠王十七年、鲁闵公二年）至前658年（周惠王十九年、鲁僖公二年），虢国军队进攻犬戎、陆浑戎的作战。
犬戎是中国古代戎族的一支，亦称畎夷、昆夷等。春秋时，其游牧于泾渭流域一带。前660年春，虢国（都城在今山西省平陆县东北）为抵御犬戎的势力东进，发兵西进，在渭汭（渭水入黄河处，今陕西省华阴市东北）一带击败犬戎。
前658年夏，虢都下阳被晋国攻占后，虢被迫南迁国都至上阳（今河南省三门峡市东）。陆浑戎在桑田（又称稠桑驿，今河南省灵宝市西北）一带，对虢国构成威胁。为确保虢国西部不受戎人的侵袭，虢公率军西进，攻打陆浑戎，在桑田击败陆浑戎。